# Webchat
Ein Webchat ist ein Chatsystem, welches als Webanwendung allein über die Browser der Teilnehmer stattfindet. Eine spezielle Chat-Software ("Client") benötigen die Teilnehmer also nicht. Dadurch ist ein Webchat vor allem für technisch weniger versierte Nutzer leichter zugänglich.

## Formen
Man kann grundsätzlich zwischen vier Formen von Webchats unterscheiden.
- Text-Chats bilden die ursprüngliche Form des Webchats, erlauben aber nur eine Kommunikation per Text.
- 2D-Chat, oder auch Avatar-Chat erlaubt zusätzlich zur Textkommunikation eine virtuelle Landschaft, meist ein Foto oder Zeichnung und stellen Chatter mit Avataren dar. Diese Form von Webchat findet bei Anime-Fans sehr viele Anhänger, da man sich hier mit den Figuren seiner Lieblingsserien darstellen kann.
- 3D-Chat bietet prinzipiell dieselben Funktionen wie ein 2D-Chat, nur dreidimensional. Obwohl an der Realität angelehnt, ist die Bedienung von 3D-Chats erschwert, da im Raum sehr viel mehr Bewegungsmöglichkeiten vorhanden sind.
- Real-World-Chats sind Chats, in denen man zusätzlich mit der eigenen Stimme oder Webcam chatten kann. Aufgrund des hohen Datenaufkommens sind gerade Webcam-Chats nur mit wenigen Nutzern in einem Raum möglich.

## Geschichte und Technologie
Die Geschichte der Webchats ist geprägt von Trends in den zugrunde liegenden Web-Technologien. Die ersten Webchats benutzten einfache Schnittstellen aus dynamisch erstellten HTML-Seiten (CGI). Das Benutzen von HTML-Seiten erlaubte unter anderem die Verwendung von Schriftarten, Farben, Links und Bilder, was ein Vorteil gegenüber den älteren Text-basierten Chatdiensten wie IRC bedeutete. Der größte Nachteil bei HTML-Webchats war ihre mangelnde Interaktivität. Das Versenden von Nachricht an den Chatserver erforderte ein komplettes Neuladen der Webseite. Das Empfangen von neuen Nachrichten bedeutete außerdem, dass Webseiten regelmäßig neu geladen werden mussten. Dies konnte zu Verzögerungen führen, zu Flackern beim Seitenaufbau und ständigen, störenden Browseraktivitäten. Aus diesen Gründen sind reine HTML-Webchats weitgehend zurückgegangen.
Seit 1995 gibt es Java-Applet-Technologie in Webbrowsern. Java bietet Netzwerk- und Grafikfähigkeiten. Dies macht es zu einer beliebten Plattform für die Erstellung von Webschnittstellen. Zwar gibt es einige Nachteile mit Java-Chats, wie lange Ladezeiten beim Starten, jedoch hat sich die Technologie bewährt und wird auch heute noch benutzt.
Seit 2005 haben neue Web-Technologien wie Ajax und Flash Einzug gefunden. Ein Nachteil ist die unvollständige Netzwerkfähigkeit bei den verwendeten Programmiersprachen JavaScript und ActionScript, jedoch bieten diese Technologien gute Unterstützung für Grafikfunktionen und Interaktivität und werden deshalb gerne als Grundlage für moderne Webchats verwendet.

## Serversoftware
Bekannte Software zum Betreiben eines eigenen Webchat-Servers:
- Conference Room (Flash, Java)
- ParaChat (Java)
- Pichat (C++, Ajax)
- PSYCED (LPC, Ajax)

Software, die ein Webfrontend anbieten (benötigt beispielsweise einen IRC-Server):
- CGI:IRC (Perl, Ajax)
- Metahill (JavaScript, Python)
- Mibbit (Java, Ajax)
- PJIRC (Java)
- qwebirc (Python, Ajax)